# Veleta (wieś)
Veleta (cyr. Велета) – wieś w Czarnogórze, w gminie Danilovgrad. W 2011 roku liczyła 40 mieszkańców.